# 四相
仏教における四相（しそう, catvari laksama）とは、因果関係のうちに成立する現象（有為法）が、現在の一瞬間のうちに呈する生（jati）、住（sthiti）、異（jara）、滅（anityata）の4つの相状（有為相;saṅkhāra-laksama）であるという説一切有部の主張。「生住異滅」ともいう。生・住・異・滅のそれぞれが、説一切有部の五位七十五法の一要素である。
律蔵などの経典では、生は必ず滅に至る、という生者必滅が説かれていた。これに対し、アビダンマッタ・サンガハおよび阿含経は、時間的な継続を考慮に入れ、生と滅のあいだに住を挿入し、生・住・滅の三相（さんぞう）を説いた。のちに説一切有部を含む中期以降の仏教で、生・住・異・滅の四相に展開する。
生・住・異・滅の経過は、一刹那（せつな、梵: kṣaṇa、クシャナ）の間に起こる。刹那は、インド仏教の数える最小の時間単位で、0.0133……秒に相当する。生・住・異・滅の方向は一方的であり、逆はあり得ない。
「生住異滅」の語は、転じて「生老病死」と類義に、人間が生まれ、成長し、老いて死ぬ意、または事物が生成変化して消滅する意に用いられることもある。

## 内容
四相は以下の四つである。
- 生（jati, しょう） - 生起する
- 住（英語版）（sthiti, じゅう） - 生起した状態を保つ
- 異（jara, い）- 老化,老いること[4][10]。その状態が変異する
- 滅（anityata, めつ） - 消滅する, 無常[4]

これら四相もまた有為法であるために、生・住・異・滅のそれぞれにも生・住・異・滅が起こる。すなわち以下の四随相（anulaksana）である。
- 生生(jatijati）- 生の生
- 住住(sthiti sthiti）- 住の住
- 異異(jara-jara）- 老の老
- 滅滅(anityatanityata) - 滅の滅